# クチャ・バートル
クチャ・バートル（Quča baγatur、生没年不詳）は、モンゴル帝国に仕えた将軍の一人で、キプチャク部の出身。『元史』などの漢文史料では苫徹抜都児(shànchè bádōuér)と記される。

## 概要
クチャ・バートルはキプチャク草原に住まうキプチャク人の出で、時期は不明であるがモンゴル帝国に帰属し即位前のオゴデイに仕えモリンチ（牧馬官）に任じられていた。金朝平定戦では鳳翔や潼関での戦いで功績を挙げた。後に大将スブタイに従って汴京攻めにも加わり、金人の立てた木柵を決死隊を率いて破り、戦後は功績により良馬10匹を与えられた。その後、帰路を襲撃してきた高都尉の部隊を撃退し、蔡州の攻略に貢献した（蔡州の戦い）。その後はオゴデイの息子のクチュを総司令とする南宋遠征に従軍し、クウン・ブカの指揮下で光州を攻め落とした。この時の功績により黄金50両・白金酒器1・馬30匹を与えられ、また前線に立てなくなった愛不怯赤から百人隊長（ジャウン）の地位を継いだ。また、滁州においても南宋軍を破り敗走させる功績を挙げた。
1259年（己未）、第4代皇帝モンケの命により弟のクビライが南宋に侵攻すると、クチャ・バートルもこれに従った。クビライが先陣として長江を渡る者を募ったところ、クチャ・バートルが真っ先にこれに応じ、配下の軍勢に率いて長江南岸に至った。また、クチャ・バートルは鄂州に降伏を促す使者として派遣され、南宋側がこれを受け容れずクチャ・バートルらを殺害しようとすると、敵軍を撃退して無事帰還した。中統3年（1262年）には蔡州蒙古漢軍万戸の地位を授けられ、同年冬には西平に侵攻してきた南宋軍を撃退した。
至元2年（1265年）秋、安慶より廬州に侵攻し、接近してきた南宋軍を伏兵を用いて破った。至元4年（1267年）9月、元帥のアジュの指揮下に入って襄陽の包囲戦に加わった。至元5年（1268年）にはアジュとともに襄陽城の救援に来た南宋の将軍の夏貴の軍勢を破っている。襄陽城の陥落後は南宋平定戦にも加わり、主に淮東一帯の制圧に尽力した。南宋の平定後は滁州総管府ダルガチに任じられ、至元14年（1277年）にはジルワダイ討伐に携わった功績により宣武将軍・滁州路総管府ダルガチに改められた。
至元17年（1280年）には息子のトゴン、孫のマウを連れて入見した。クチャ・バートルは既に老いて任務に耐えられない旨を上奏し、これを聞いたクビライはトゴンに宣武将軍・管軍総管の地位を、マウに滁州路総管府の地位を授け、クチャ・バートルの地位を継承させた。